# くじら座タウ星e
くじら座τ星e（くじら座タウ星e、Tau Cetus e）とは、地球から見てくじら座の方向に約11.9光年離れた位置にある太陽と似た単独の恒星くじら座τ星を公転する太陽系外惑星である。くじら座τ星系の中で、恒星から4番目に近いところを公転している。
生命が存在する可能性を持つ惑星では、地球に最も近い距離に位置している。

## 発見
くじら座τ星eは、くじら座τ星系にある他の4つの惑星と共にMikko Tuomiらイギリス、アメリカ、チリ、オーストラリアの共同研究チームによって2012年に発見された。発見の成果は同年12月18日に発表された。惑星を複数個持つ恒星はこれまでグリーゼ876の15.3光年が最も近い惑星系であったが、くじらτ星はこの記録を更新した。
くじら座τ星eは、惑星の公転によって恒星の位置がわずかながらずれ、それが恒星から放出される光の波長にドップラー効果を起こすドップラー分光法によって発見された。この手法は古典的であるが、くじら座τ星eは非常に軽い惑星であるため、影響は非常に小さい。実際、従来の観測手法においては、くじら座τ星系の惑星はくじら座τ星b、c、dまでしか発見できなかった。しかし、発見したチームは観測データからノイズを上手く除去する方法を確立し、ノイズの中からeとfを示す信号を発見することに成功した。それは、検出された信号に仮の惑星を配置することで、どのような影響があるかを仮定してノイズを差し引きし、見つける方法である。この方法で惑星を発見した成果は、他の惑星系の既存のデータから未知の惑星を発見する手法を確立したことを示す。この手法が本当に使えるのかを確かめる対象としてくじら座τ星が選ばれた。なぜなら、くじら座τ星は過去14年間の観測では惑星が発見できなかったためである。
1998年からの観測で2012年に5個の惑星が発見されるまでは、木星と等しいかそれより近い軌道にある木星質量と等しいかそれ以上の質量を持つ惑星は、ドップラー分光法では見つかっていなかった。また、ハッブル宇宙望遠鏡による直接観測でも遠い軌道に惑星は見つかっていなかった。実際、くじら座τ星eが及ぼす影響は秒速58cmと極めて小さく、これはケンタウルス座α星Bbの秒速51cmに次いで小さな値である。

## 軌道の性質

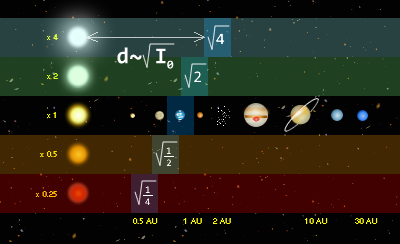
恒星の明るさごとのハビタブルゾーンの範囲。くじら座τ星系は下から2番目の「x 0.5」にほぼ相当する。

くじら座τ星eは、くじら座τ星系の内側から4番目の惑星であり、くじら座τ星から8260万 km (0.552 au) 離れたところを168.12日かけて公転している。これは太陽系では水星と金星の間に相当するが、くじら座τ星は太陽と比較して直径・質量共に約80%とやや小ぶりであり、明るさは半分程度ほどである。そのため、くじら座τ星eは、惑星の表面に液体の水が存在しうるハビタブルゾーン内に存在する可能性がある。
軌道の離心率は0.05とあまりゆがんでいないと推定されるが、最大で0.27の楕円軌道になる可能性もある。

## 物理的性質
くじら座τ星eは最低質量が地球の4.3倍であるスーパーアースである可能性があり、もし地球型惑星であるならば、厚い大気を持つ固体の表面を持つ惑星であり、ハビタブルゾーン内にあることから液体の水が存在し、生命の存在を考察できる。生命のいる可能性のある惑星の中で最も近かったのは、グリーゼ581dを持つグリーゼ581系の20.3光年であったが、くじら座τ星eはこの記録を更新した。ただし、惑星のより詳しいデータ、例えば質量の上限や直径などは、発見方法であるドップラー分光法では分からない。また、くじら座τ星系でハビタブルゾーン内にある惑星には、くじら座τ星eよりも外側を公転しているくじら座τ星fも含まれると主張する説もある。なお、年齢は太陽系の惑星よりやや古い58億年と推定されており、生命が誕生するには十分な時間が経過していると考えられる。
くじら座τ星eの実際の気温は、大気の反射率と温室効果によって変わってくる。もしボンドアルベドが0.6であり、地球並みの温室効果を持てば、平均気温は8℃となる。地球よりも重いため、厚い大気を持つと推定される。また、距離は地球から近いため、将来的には大気の性質を観測できる可能性がある。ただし、金属量は太陽の約28%程度と低金属星であり、金属量は金属以外の元素の割合にも関連があるため、くじら座τ星eの地殻や大気が地球と似たような元素組成になっているかは不明である。
| 条件           | 金星 | 地球 | くじら座τ星e | くじら座τ星e | くじら座τ星e |
| -------------- | ---- | ---- | ------------ | ------------ | ------------ |
| ボンドアルベド | 0.9  | 0.3  | 0.9          | 0.6          | 0.3          |
| 温室効果なし   | -89℃ | -17℃ | -97℃         | -24℃         | 14℃          |
| 金星の温室効果 | 462℃ |      | 454℃         | 527℃         | 565℃         |
| 地球の温室効果 |      | 15℃  | -65℃         | 8℃           | 46℃          |

## 塵の円盤との関連
くじら座τ星には、2004年に45億 km (30 au) から75億 km (50 au) の位置に塵の円盤が発見されているが、これは太陽系でいうエッジワース・カイパーベルトに相当するものと考えられている。これやさらに遠くの軌道に彗星の巣があった場合、内側を公転する惑星に向かって彗星が入り込み、衝突する可能性が出てくる。そうなれば、仮にくじら座τ星eに生命が存在したとしても、彗星の衝突による影響を受けている可能性がある。太陽系の場合、木星の存在が地球軌道に彗星が来ないようにする「盾」となっているというグッド・ジュピター仮説があるが、同時に木星の存在が彗星の軌道を乱し、太陽へと落下する軌道を取る原因となっている説もあり、結論は出ていない。いずれにせよ、これまでの観測では木星軌道と等しいかそれより近い位置に、木星質量と等しいかそれ以上の重さの惑星は発見されていない。なお、この塵の円盤の質量は太陽系のエッジワース・カイパーベルトの10倍以上もある。

## 探査
くじら座τ星eは生命のいる可能性のある惑星としては最も近い距離にあるため、探査も考えられる。実際、くじら座τ星に惑星が発見されるはるか昔の1960年に、オズマ計画と呼ばれる、地球外文明の電波を見つける計画において、くじら座τ星とエリダヌス座ε星は探査された。当時、くじら座τ星は地球に似た惑星を持つと考えられていたが、それはくじら座τ星が太陽と似た恒星であるという理由であり、現在のような太陽系外惑星に対する知識を有していない当時の考えに基づくものである。

## フィクションとの関連
くじら座τ星は地球から11.9光年しか離れておらず、肉眼でも見える3.50等級の明るさを持つ恒星である。また、スペクトル分類がG8.5V型であるうえ、単独の星であるなどきわめて太陽に似ており、このような恒星としては最も地球に近い場所にある。このことから、日本においては『2001夜物語』や『ミニスカ宇宙海賊』など、外国においては『夜明けのロボット』や『スタートレック』など、古今東西さまざまなSF作品に登場している。
近年では惑星の発見数も増大し、SF作品において登場した惑星の恒星に実際に太陽系外惑星が発見される例が増えているが、地球と似た環境を持ち、生命の存在を科学的に考察しうる場所に惑星が発見されるのは非常に珍しい。ただし、先述の通り、くじら座τ星系に生命が仮定されたのは、くじら座τ星が太陽と似た単独の恒星であるからであり、生命の存在が考察される惑星の発見はまったくの偶然である。
なお、『GODZILLA』（アニメーション三部作）では、くじら座τ星eは「人類の生存には適さない」と設定されている。